# Rákhai
Rákhai (Raches) är en ort i Grekland.   Den ligger i prefekturen Fthiotis och regionen Grekiska fastlandet, i den centrala delen av landet, 130 km nordväst om huvudstaden Aten. Rákhai ligger 120 meter över havet och antalet invånare är 593.
Terrängen runt Rákhai är kuperad åt nordost, men åt sydväst är den platt. Havet är nära Rákhai åt sydost. Runt Rákhai är det ganska glesbefolkat, med 27 invånare per kvadratkilometer. Närmaste större samhälle är Kaména Voúrla, 12,5 km söder om Rákhai. 